# Caletra
Caletra va ser una ciutat d'Etrúria que sembla que va desaparèixer abans de l'any 500 aC però que va deixar rastre en el territori que ocupava, conegut amb el nom d'Ager Caletranus, segons diu Plini el Vell. Els romans van fundar més tard en aquest territori la colònia de Satúrnia, segons diu Titus Livi, encara que no parla de la ciutat antiga.